# Sant'Anna (paquebot)
Pour les articles homonymes, voir Sant'Anna.
Le Sant'Anna est un paquebot transatlantique converti en 1915 en navire de transport de troupes, torpillé et coulé en mer Méditerranée le 11 mai 1918 avec 605 victimes.
Le Sant'Anna a été construit comme paquebot pour le service entre la France et New York. Le navire a été opérationnel entre 1912 et 1915, date à laquelle il a été réquisitionné par l’armée française et réaménagé en transport de troupes pendant la Première Guerre mondiale. Le 19 septembre 1915, un incendie se déclare à bord, ce qui est considéré comme un acte de sabotage allemand. Le 12 avril 1916, le Sant'Anna a fait son premier voyage sur le front de Salonique avec 1027 soldats de l’armée serbe et 129 chevaux.
Le 11 mai 1918, il naviguait à nouveau en mer Méditerranée pour un voyage de Bizerte à Thessalonique sous l’escorte de deux sloops britanniques, le HMS Cyclamen et le HMS Verhana, avec 2025 soldats à bord (574 Sénégalais, 429 Kabyles, 194 Annamites, neuf Grecs et le reste des Français). Il a été torpillé à 3 h 15 du matin par le sous-marin UC-54 de la marine impériale allemande, commandé par Heinrich XXXVII Prinz Reuß zu Köstritz. Il a coulé à 3 h 58 du matin au large des côtes de la Tunisie française, à environ 26 milles marins à l’est du cap Bon, emportant avec lui la vie de 605 soldats. Les deux sloops britanniques ont secouru les survivants, aidés par le contre-torpilleur Catapulte de la marine française, une canonnière britannique, le sloop français Saint Jean, et les navires Auguste Leblond et Marguerite Marie.